# Kim Yong-sik (Ringer)
Kim Yong-sik (* 17. November 1967) ist ein ehemaliger nordkoreanischer Ringer.

## Biografie
Kim Yong-sik gewann bei den Weltmeisterschaften 1986 die Gold- und 1987 die Silbermedaille im Fliegengewicht. 1989 wurde er erneut Weltmeister, dieses Mal im Bantamgewicht. 1988 und 1991 wurde er Asienmeister im Bantamgewicht und konnte in der gleichen Klasse bei den Asienspielen 1990 die Goldmedaille gewinnen.
Bei den Olympischen Sommerspielen 1992 in Barcelona gewann er im Bantamgewicht des Freistilringens Bronze.